# Epke Zonderland
Epke Jan Zonderland (* 16. April 1986 in Lemmer) ist ein ehemaliger niederländischer Geräteturner.
Zonderland begann eigenen Angaben zufolge ab dem vierten Lebensjahr mit dem Turnen, nachdem bereits seine Schwester Geeske (* 1981) und seine Brüder Herre (* 1983) und Johan (* 1984) diesem nachgingen. Seine Brüder liefen ebenfalls für das niederländische Nationalteam auf. Seit Verletzungen vor den Olympischen Sommerspielen 2008 in Peking begann sich Zonderland auf die Geräte Barren und Reck zu konzentrieren. In Peking belegte er im Reckfinale einen siebten Platz.
Nach zwei errungenen Silbermedaillen bei Weltmeisterschaften (2009 und 2010) und dem Europameistertitel 2011 an seinem Paradegerät folgte bei den Olympischen Sommerspielen 2012 in London der Olympiasieg am Reck. Es war die erste olympische Medaille im Turnen der Männer für die Niederlande. Zonderland zeigte eine fehlerfreie Darbietung mit hohem Schwierigkeitsgrad (7,9), die drei Twists in Folge beinhaltete und ihm am Ende eine Wertung von 16,533 Punkten einbrachte. Ein Jahr später gelang es ihm bei den Weltmeisterschaften in Antwerpen erstmals den Titel am Reck zu gewinnen.
2009, 2011, 2012 und 2013 wurde er in den Niederlanden zum Sportler des Jahres gewählt.
Bei einer Körpergröße von 1,73 Meter betrug Zonderlands Wettkampfgewicht 68 Kilogramm. Er lebt in Heerenveen, wo er Mitglied beim Turncentrum Sportstad Heerenveen (TSH) war und von Daniel Knibbeler trainiert wurde. Neben dem Sport studierte Zonderland Medizin an der Reichsuniversität Groningen. Er beendete sein Studium der Medizin erfolgreich mit dem Abschluss 2018. Zonderlands Spitzname ist „The Flying Dutchman“ (Der fliegende Holländer). Er ist verheiratet und hat drei Kinder.